# Ernst I. (Braunschweig-Göttingen)
Ernst von Braunschweig-Göttingen (* um 1305; † 24. April 1367) aus der Familie der Welfen war Herzog von Braunschweig-Lüneburg und ab 1344 Fürst im Fürstentum Göttingen.

## Leben
Ernst war ein Sohn der Rixa von Werle und des Herzogs Albrecht des Feisten, der ab 1286 über das Fürstentum Göttingen und ab 1292 auch über das Braunschweiger Territorium herrschte. Nach dessen Tod übernahm zunächst Ernsts älterer Bruder Otto der Milde die Gesamtregierung.  Nachdem dieser 1344 kinderlos gestorben war, teilten seine Brüder Magnus I. von Braunschweig und Ernst das Land. Ernst bekam das Göttinger Territorium, das nun auf lange Zeit von Braunschweig getrennt wurde.
Das Fürstentum Göttingen, auch Oberwald genannt, war das ärmste der welfischen Fürstentümer. Es bestand zu dieser Zeit aus den einstigen Northeimschen Besitzungen, den Städten Göttingen, Uslar, Dransfeld, Münden, Gieselwerder und halb Moringen. Die Stadt Braunschweig blieb trotz der Erbteilung im Besitz des ganzen Geschlechts.
Das erste von sechs bekannten Kindern aus seiner Ehe war Otto, der später „der Quade“ genannt werden sollte. Ein weiterer bekannter Sohn wurde zum Geistlichen bestimmt.
Um das Jahr 1364 übergab Ernst seinem Sohn Otto teilweise die Regierungsgeschäfte. Nach Ernsts Tod, 1367, sollte Otto sie voll übernehmen.
Über Ernst Regierungszeit ist im Gegensatz zu der seines Sohnes nicht viel bekannt, es wird aber vermutet, dass er wie auch sein Vorgänger zusammen mit den Städten gegen die adeligen Ritter kämpfte, die im Göttinger Umfeld Burgen besaßen. In seinen letzten Regierungsjahren lebte er mit den meisten seiner Nachbarn in Frieden und war mit vielen verbündet. Lediglich mit dem Hochstift Hildesheim lag er 1364 zusammen mit seinen Verbündeten, Mainz, Hessen, Waldeck und Hohnstein, im Krieg.

## Familie
Ernst heiratete 1339 Elisabeth, eine Tochter des Landgrafen Heinrich II. („der Eiserne“) von Hessen. Das Paar hatte mehrere Kinder:
- Otto, Herzog von Braunschweig-Lüneburg

⚭ Miroslawa von Holstein-Plön († um 1376)
⚭ 1379 Margarete von Berg (* ca. 1364; † 1442)
- Ernst II.
- Albrecht
- Adelheid ⚭ 1371 Graf Heinrich X. von Honstein († 1430)
- Rixa, ab 1406 Äbtissin in Mariengarten
- Agnes ⚭ Graf Gottfried VIII. von Ziegenhain († 1394)
- Elisabeth